# Żłobin
Żłobin (biał. Жлобін, Žłobin, ros. Жлобин) – miasto w obwodzie homelskim Białorusi, nad Dnieprem. Stolica administracyjna rejonu żłobińskiego. 75,7 tys. mieszkańców (2010).
Przemysł metalurgiczny, maszynowy, metalowy, zbrojeniowy, spożywczy, mineralny, meblarski, odzieżowy; węzeł komunikacyjny; muzeum; wzmiankowane 1492.
Prywatne miasto szlacheckie położone było w końcu XVIII wieku w powiecie rzeczyckim województwa mińskiego.
W 1897 urodził się tutaj Józef Dąbrowski – sierżant pilot Wojska Polskiego II RP.
W 1903 urodził się tutaj Jan Tomaszewski – porucznik artylerii Wojska Polskiego, kawaler Orderu Virtuti Militari, ofiara zbrodni katyńskiej.
Podczas okupacji hitlerowskiej, w lipcu 1941 roku Niemcy utworzyli getto dla żydowskich mieszkańców. Przebywało w nim około 4000 osób. 12 kwietnia 1942 roku Niemcy zlikwidowali getto, a Żydów zamordowali. 

## Sport
- Mietałłurg Żłobin – klub hokejowy
- Mietałłurg Żłobin – klub piłki siatkowej mężczyzn